# 臨床検査技師国家試験
臨床検査技師国家試験（りんしょうけんさぎしこっかしけん）とは、国家資格である臨床検査技師の免許を取得するための国家試験である。
臨床検査技師等に関する法律（昭和33年法律第76号。以下「法」という。）第12条に基づいて行われる。厚生労働省医政局監修。

## 受験資格
受験資格は、法第15条、同法附則（昭和45年法律第83号）第7条、同法施行令第18条に定められている。
- （1）学校教育法（昭和22年法律第26号）第90条第1項の規定により大学に入学することができる者（法第15条第1号の規定により文部科学大臣の指定した学校が大学である場合において、当該大学が学校教育法第90条第2項の規定により当該大学に入学させた者又は法附則第4項の規定により学校教育法第90条第1項の規定により大学に入学することができる者とみなされる者を含む。）であって、文部科学大臣が指定した学校又は都道府県知事が指定した臨床検査技師養成所において、3年以上、法第2条に規定する検査に必要な知識及び技能を修得した者（その年の指定する日までに卒業する見込みの者を含む。）。

- （2）学校教育法に基づく大学（同法に基づく短期大学を除く。）又は旧大学令（大正7年勅令第388号）に基づく大学（以下「大学」という。）において医学又は歯学の正規の課程を修めて卒業した者（その年の指定する日までに卒業する見込みの者を含む。）。

- （3）医師若しくは歯科医師（（2）に掲げる者を除く。）又は外国で医師免許若しくは歯科医師免許を受けた者。

- （4）次のいずれかに該当する者であって、大学、文部科学大臣が指定した学校又は都道府県知事が指定した臨床検査技師養成所において、医用工学概論、臨床検査総論、臨床生理学、臨床化学、放射性同位元素検査技術学及び医療安全管理学の各科目を修めた者（その年の指定する日までに修了する見込みの者を含む。）。ただし、次のいずれかに該当する者であって平成元年12月31日までに臨床生理学、臨床化学、放射性同位元素臨床検査技術、医用電子工学概論及び看護学総論の各科目を修めた者、並びに平成27年3月31日までに医用工学概論、臨床検査総論、臨床生理学、臨床化学及び放射性同位元素検査技術学の各科目を修めた者並びに平成27年4月1日において現に大学、文部科学大臣が指定した学校又は都道府県知事が指定した臨床検査技師養成所において臨床検査技師になるのに必要な知識及び技能を習得中の者であって、医用工学概論、臨床検査総論、臨床生理学、臨床化学及び放射性同位元素検査技術学の各科目を修めた者（その年の指定する日までに修了する見込みの者を含む。）に対しても、受験資格を認める。
  - ア. 大学において獣医学又は薬学の正規の課程を修めて卒業した者（その年の指定する日までに卒業する見込みの者を含む。）。
  - イ. 獣医師又は薬剤師（アに掲げる者を除く。）。
  - ウ. 大学（旧大学令に基づく大学を除く。）において保健衛生学の正規の課程を修めて卒業した者。（その年の指定する日までに卒業する見込みの者を含む。）
  - エ. 大学において医学概論、解剖学、生理学、病理学、生化学、微生物学、医動物学、情報科学概論、検査機器総論、医用工学概論、臨床血液学（血液採取に関する内容を除く。）及び臨床免疫学の各科目を修めて卒業した者。（その年の指定する日までに卒業する見込みの者を含む。）。ただし、平成元年12月31日までに大学において、生理学、解剖学、病理学、微生物学及び生化学の各科目を修めて卒業した者に対しても、受験資格を認める。
  - オ. 外国の医学校、歯科医学校、獣医学校若しくは薬学校を卒業し、又は外国で獣医師免許若しくは薬剤師免許を受けた者。

- （5）外国の法第2条に規定する検査に関する学校若しくは養成所を卒業し、又は外国で臨床検査技師の免許に相当する免許を受けた者であって、厚生労働大臣が(1)に掲げる者と同等以上の知識及び技能を有すると認めた者。

- （6）学校教育法第90条第1項の規定により大学に入学することができる者（文部科学大臣の指定した学校が大学である場合において、当該大学が学校教育法第90条第2項の規定により当該大学に入学させた者又は法附則第10条の規定により学校教育法第90条第1項の規定により大学に入学することができる者とみなされる者を含む。）であって、衛生検査技師法の一部を改正する法律（昭和45年法律第83号。以下「改正法」という。）の施行の際（昭和46年1月1日）現に改正法による改正前の衛生検査技師法（昭和33年法律第76号）第15条第1号の規定により指定されている学校において、3年以上、法第2条に規定する検査に必要な知識及び技能の修習を終えている者、又は当該学校において改正法の施行の際現に同条に規定する検査に必要な知識及び技能を修習中の者であって、改正法施行後にその修習を終えた者。

## 試験日・合格発表日
- 試験日

第54回以降は、2月第4水曜日(参考：第64回は2月21日、第65回は2月20日)
それ以前は、3月上旬の木曜または金曜
- 合格発表日

第55回以降は、3月第4月曜日（参考：第64回は3月26日、第65回は3月25日）
それ以前は4月上旬

## 試験地
- 北海道、宮城県、東京都、愛知県、大阪府、広島県、香川県、福岡県及び沖縄県

## 試験科目
試験科目は、法施行規則第5条に列記されている。
1. 医用工学概論（情報科学概論及び検査機器総論を含む。）
2. 公衆衛生学（関係法規を含む。）
3. 臨床検査医学総論（臨床医学総論及び医学概論を含む。）
4. 臨床検査総論（検査管理総論及び医動物学を含む。）
5. 病理組織細胞学
6. 臨床生理学
7. 臨床化学（放射性同位元素検査技術学を含む。）
8. 臨床血液学
9. 臨床微生物学
10. 臨床免疫学

## 試験概要
- 実際の試験は、200問（午前100問、午後100問）について1日間にわたって行われる。合格基準については合格発表時に掲示される。
- 正答率60%（合計120点[注 1]）以上で合格とされる。
- 第34回までは毎年3月と9月の年2回行われていたが、第35回以降は年1回となった。
- 第53回までは毎年3月に実施されてきたが、第54回からは毎年2月に行われるようになった。

| 回        | 実施年            | 受験者数 | 合格者数 | 合格率 |
| --------- | ----------------- | -------- | -------- | ------ |
| 第1～13回 |                   | 72,856   | 52,840   | 72.5%  |
| 第14回    | 1978（昭和53）.03 | 7,943    | 4,466    | 56.2%  |
| 第15回    | 1978（昭和53）.10 | 2,179    | 403      | 18.5%  |
| 第16回    | 1979（昭和54）.03 | 7,286    | 5118     | 70.2%  |
| 第17回    | 1979（昭和54）.10 | 1,981    | 263      | 13.3%  |
| 第18回    | 1980（昭和55）.03 | 7,838    | 3,762    | 48.0%  |
| 第19回    | 1980（昭和55）.10 | 2,955    | 580      | 19.6%  |
| 第20回    | 1981（昭和56）.03 | 8,318    | 3,728    | 44.8%  |
| 第21回    | 1981（昭和56）.09 | 3,382    | 627      | 18.5%  |
| 第22回    | 1982（昭和57）.03 | 7,895    | 5,270    | 66.8%  |
| 第23回    | 1982（昭和57）.09 | 2,100    | 470      | 22.4%  |
| 第24回    | 1983（昭和58）.03 | 7,052    | 3,564    | 50.5%  |
| 第25回    | 1983（昭和58）.09 | 2,623    | 400      | 15.2%  |
| 第26回    | 1984（昭和59）.03 | 7,133    | 3,946    | 55.3%  |
| 第27回    | 1984（昭和59）.09 | 2,525    | 378      | 15.0%  |
| 第28回    | 1985（昭和60）.03 | 7,047    | 3,691    | 52.4%  |
| 第29回    | 1985（昭和60）.09 | 2,567    | 375      | 14.6%  |
| 第30回    | 1986（昭和61）.03 | 7,028    | 4,040    | 57.5%  |
| 第31回    | 1986（昭和61）.09 | 2,167    | 491      | 22.7%  |
| 第32回    | 1987（昭和62）.03 | 6,824    | 3,807    | 55.8%  |
| 第33回    | 1987（昭和62）.09 | 2,711    | 580      | 21.4%  |
| 第34回    | 1988（昭和63）.03 | 6,939    | 3,431    | 49.4%  |
| 第35回    | 1989（平成元）.03 | 7,959    | 4,095    | 51.5%  |
| 第36回    | 1990（平成2）.03  | 5,588    | 3,408    | 61.0%  |
| 第37回    | 1991（平成3）.03  | 5,402    | 3,119    | 57.7%  |
| 第38回    | 1992（平成4）.03  | 5,282    | 3,146    | 59.6%  |
| 第39回    | 1993（平成5）.03  | 5,367    | 3,381    | 63.0%  |
| 第40回    | 1994（平成6）.03  | 5,340    | 3,532    | 66.1%  |
| 第41回    | 1995（平成7）.03  | 5,240    | 3,717    | 70.9%  |
| 第42回    | 1996（平成8）.03  | 5,060    | 3,753    | 74.2%  |
| 第43回    | 1997（平成9）.03  | 4,800    | 3,037    | 63.3%  |
| 第44回    | 1998（平成10）.03 | 5,115    | 3,632    | 71.0%  |
| 第45回    | 1999（平成11）.03 | 4,618    | 3,537    | 76.6%  |
| 第46回    | 2000（平成12）.03 | 4,456    | 3,340    | 75.0%  |
| 第47回    | 2001（平成13）.03 | 4,305    | 2,989    | 69.4%  |
| 第48回    | 2002（平成14）.03 | 4,478    | 3,046    | 68.0%  |
| 第49回    | 2003（平成15）.03 | 4,570    | 2,570    | 56.2%  |
| 第50回    | 2004（平成16）.03 | 4,931    | 3,894    | 79.0%  |
| 第51回    | 2005（平成17）.03 | 4,205    | 3,164    | 75.2%  |
| 第52回    | 2006（平成18）.03 | 4,071    | 2,968    | 72.9%  |
| 第53回    | 2007（平成19）.03 | 4,023    | 3,004    | 74.7%  |
| 第54回    | 2008（平成20）.02 | 3,997    | 2,947    | 73.7%  |
| 第55回    | 2009（平成21）.02 | 3,701    | 2,657    | 71.8%  |
| 第56回    | 2010（平成22）.02 | 4,060    | 2,753    | 67.8%  |
| 第57回    | 2011（平成23）.02 | 3,959    | 2,652    | 67.0%  |
| 第58回    | 2012（平成24）.02 | 4,012    | 3,027    | 75.4%  |
| 第59回    | 2013（平成25）.02 | 4,095    | 3,162    | 77.2%  |
| 第60回    | 2014（平成26）.02 | 4,148    | 3,368    | 81.2%  |
| 第61回    | 2015（平成27）.02 | 4,298    | 3,528    | 82.1%  |
| 第62回    | 2016（平成28）.02 | 4,400    | 3,363    | 76.4%  |
| 第63回    | 2017（平成29）.02 | 4,739    | 3,729    | 78.7%  |
| 第64回    | 2018（平成30）.02 | 4,829    | 3,828    | 79.3%  |
| 第65回    | 2019（平成31）.02 | 4,817    | 3,620    | 75.2%  |
| 第66回    | 2020（令和2）.02  | 4,854    | 3,472    | 71.5%  |
| 第67回    | 2021（令和３）.02 | 5,115    | 4,101    | 80.2%  |
| 第68回    | 2022（令和4）.02  | 4,948    | 3,729    | 75.4%  |

ガイドライン制定後の合格率は、第49回試験を除き概ね60%台後半から80%台前半で推移している。
第66回～第68回における出身校種別の受験者・合格者数は以下の通りである。
|                                               | 修業年数 | 校種   | 第66回   | 第66回 | 第66回   | 第67回   | 第67回 | 第67回   | 第68回   | 第68回 | 第68回 |
| 受験者数                                      | 修業年数 | 校種   | 合格者数 | 合格率 | 受験者数 | 合格者数 | 合格率 | 受検者数 | 合格者数 | 合格率 |        |
| --------------------------------------------- | -------- | ------ | -------- | ------ | -------- | -------- | ------ | -------- | -------- | ------ | ------ |
| 文科大臣指定校（専修学校）                    | 3・4     | 指定校 | 122      | 98     | 80.3     | 134      | 122    | 91.0     | 121      | 108    | 89.3   |
| 同（短大）                                    | 3        | 指定校 | 233      | 158    | 67.8     | 243      | 183    | 75.3     | 225      | 149    | 66.2   |
| 同（大学）                                    | 4        | 指定校 | 230      | 175    | 76.1     | 321      | 284    | 88.5     | 391      | 320    | 81.8   |
| 知事指定養成所（専門学校）                    | 3・4     | 指定校 | 1173     | 740    | 63.1     | 1155     | 867    | 75.1     | 1077     | 722    | 67.0   |
| 医科大学（医師）                              | 6        |        | 8        | 3      | 37.5     | 10       | 6      | 60.0     | 15       | 7      | 46.7   |
| 歯科大学（歯科医師）                          | 6        |        | 11       | 1      | 9.1      | 12       | 3      | 25.0     | 19       | 1      | 5.3    |
| 薬科大学（薬剤師）＜6科目追加履修＞           | 4・6     | 承認校 | 57       | 14     | 24.6     | 71       | 27     | 38.0     | 56       | 22     | 39.3   |
| 獣医科大学（獣医師）＜6科目追加履修＞         | 4・6     | 承認校 | 0        | 0      |          | 0        | 0      |          | 0        | 0      |        |
| 保健衛生学大学＜6科目追加履修＞               | 4        | 承認校 | 2370     | 1884   | 79.5     | 2478     | 2121   | 85.6     | 2522     | 2075   | 82.3   |
| その他（理学・栄養学等）大学＜6科目追加履修＞ | 4        | 承認校 | 649      | 399    | 61.5     | 690      | 488    | 70.7     | 521      | 324    | 62.2   |
| 外国の医学・歯学等の大学＜6科目追加履修＞     |          | 承認校 | 1        | 0      | 0        | 0        | 0      |          | 0        | 0      |        |
| 外国の検査技師学校                            |          | 認定   | 0        | 0      |          | 1        | 0      | 0.0      | 1        | 1      |        |
| 合計                                          |          |        | 4854     | 3472   | 71.5     | 5115     | 4101   | 80.2     | 4948     | 3729   | 75.4   |

### 第53回以前
- 午前

臨床生理学、臨床検査総論、臨床化学、医用工学概論、臨床検査医学総論
- 午後

公衆衛生学、病理組織細胞学、臨床血液学、臨床微生物学、臨床免疫学
- 但し、第53回国家試験では、午後の科目において、病理組織細胞学が最後に回され、臨床血液学、臨床微生物学、臨床免疫学が繰り上がるという順番で行われた。

### 第54回から第56回まで
- 臨床生理学、臨床検査総論、臨床化学、医用工学概論、臨床検査医学総論、公衆衛生学、病理組織細胞学、臨床血液学、臨床微生物学、臨床免疫学の全ての出題問題から、各科目の問題を半分ずつ午前と午後に振り分けて試験が行われた。
- 午前・午後ともに、検査管理総論、臨床検査総論、医動物学、臨床検査医学総論、臨床生理学、臨床化学、病理組織細胞学、臨床血液学、臨床微生物学、臨床免疫学、公衆衛生学、医用工学概論の順で行われた。

### 第57回以降
- 午前・午後とも、臨床検査総論（10問）、臨床検査医学総論（5問）、臨床生理学（13問）、臨床化学（16問）、病理組織細胞学（14問）、臨床血液学（9問）、臨床微生物学（11問）、臨床免疫学（11問）、公衆衛生学（5問）、医用工学概論（6問）の順に行われる。

## 歴史
- 第1回（1971.10） - 臨床検査技師国家試験開始。
- 第12回（1977.3） - 衛生検査技師国家試験が臨床検査技師国家試験に統合された最初の試験。
- 第14回（1978.3） - 講習会が開催されなくなる。
- 第34回（1988.3） - 年2回では最後の国家試験。それ以降は年1回になる。
- 第36回（1990） - 科目免除の撤廃。
- 第47回（2001） - 出題内容の見直しと問題形式の変更が行なわれる。5肢択2問題が初めて登場。
- 第49回（2003） - 平成15年版臨床検査技師国家試験出題基準（ガイドライン）に基づいた問題が初めて作成される。高難易度化。
- 第53回（2007） - 午後の出題科目の順番が入れ替わる。
- 第54回（2008） - 従来からの午前と午後の出題科目の枠組みを大幅に変更し、現在の形式になる。
- 第55回（2009） - 5肢択1記号問題の撤廃。
- 第57回（2011） - 平成23年版ガイドラインの出題基準が適用。
- 第61回（2015） - 平成27年版ガイドラインの出題基準が適用。
- 第67回（2021） - 令和3年版出題基準が適用される。

## 国家試験出題基準（ガイドライン）
- 第49回から、問題作成にあたっては国家試験出題基準（ガイドライン）に基づいた問題が作成されるようになった。これは、平成12年4月に臨床検査技師学校養成所規定規則が改正され、教育カリキュラムが大綱化されたことによるものである。ガイドラインの大・中・小の項目に関しては、大項目は中項目を束ねる見出し、中項目は臨床検査技師国家試験の出題範囲、小項目は中項目の内容を例示するものとなっている。
- 教育及び医療水準の変化を踏まえて、平成20年10月よりガイドライン改正のための審議が行なわれ、平成23年春の臨床検査技師国家試験より新ガイドラインに基づいた問題が適用された。
- 第61回から第66回までは、平成27年版ガイドラインに基づいて実施された。
- 第67回からは、令和3年版ガイドラインが実施された。